# Ионишкис
Ио́нишкис (лит. Joniškis, устар. рус. Янишки) — город на севере Литвы, на границе с Латвией; административный центр Ионишкского района и Ионишкского староства.

## География
Город расположен в 14 км от границы с Латвией, в 253 км к северо-западу от Вильнюса, в 187 км к северу от Каунаса и в 39 км к северу от Шяуляй.

## Население
| 1959    | 1970    | 1979    | 1989    | 2001    | 2001    | 2002    | 2003    | 2004    | 2005    | 2005    | 2006    |
| ------- | ------- | ------- | ------- | ------- | ------- | ------- | ------- | ------- | ------- | ------- | ------- |
| 5889    | ↗7522   | ↗9784   | ↗11 796 | ↘11 351 | ↘11 329 | ↘11 285 | ↘11 236 | ↘11 156 | ↘11 129 | ↘11 019 | ↘10 828 |
| 2006    | 2007    | 2007    | 2008    | 2008    | 2009    | 2009    | 2010    | 2010    | 2011    | 2011    | 2012    |
| ↗10 999 | ↘10 899 | ↘10 680 | ↘10 615 | ↗10 881 | ↘10 743 | ↘10 457 | ↗10 688 | ↘10 346 | ↘9935   | ↘9899   | ↘9683   |
| 2013    | 2014    | 2015    | 2016    | 2017    | 2018    | 2019    | 2020    | 2021    | 2022    | 2023    |         |
| ↘9470   | ↘9309   | ↘9138   | ↘9006   | ↘8746   | ↘8510   | ↘8353   | ↘8266   | ↗8612   | ↘8489   | ↘8466   |         |

В 1939 году насчитывалось 5 132 жителей. В 2010 году — 10 490 жителей.

## Название
Назван по имени виленского епископа Иоанна, по распоряжению которого был построен костёл и образован приход.

## Герб
В 1992 году восстановлен прежний герб с изображением на красном щите святого Михаила Архангела, поражающего дракона.

## История

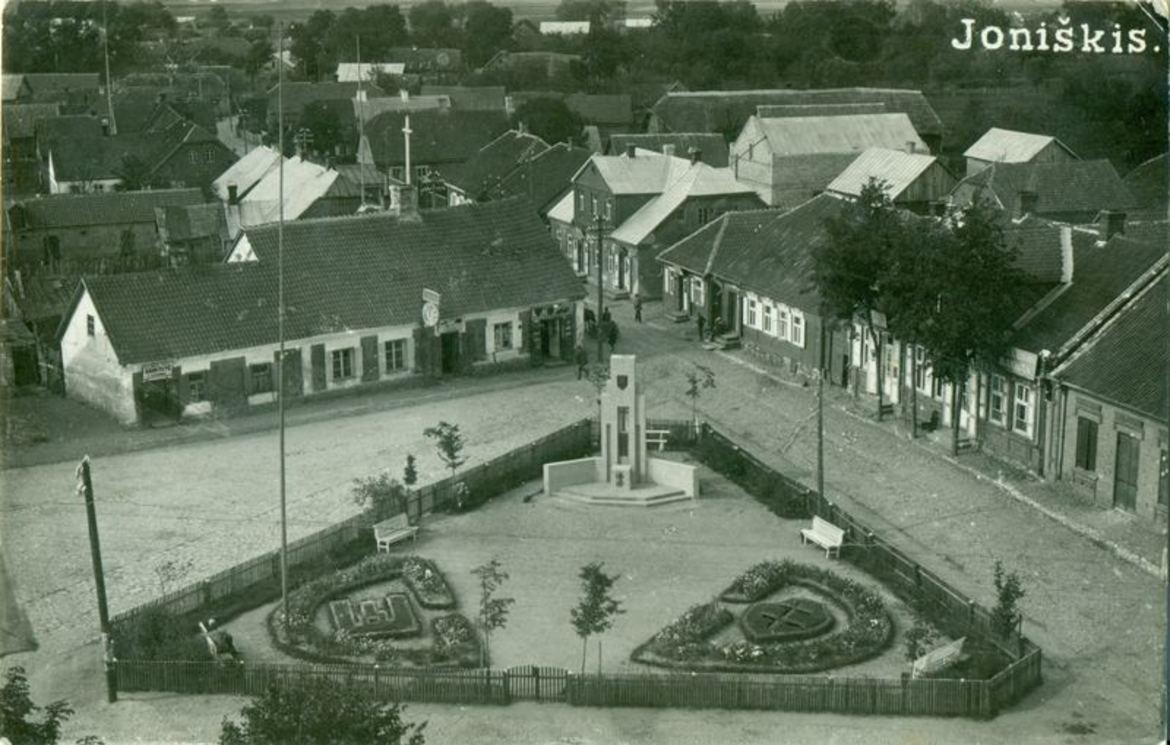
Площадь Независимости в 1929 году

Датой основания считается 1523 или 1526 год, когда виленский епископ Ян, обнаружив в приграничной с Курляндией местности язычников, распорядился в одном из селений построить костёл и образовать приход. Селение получило название по его имени. Король Сигизмунд III Ваза привилегией от 4 июля 1616 года даровал селению магдебургские права.
В 1796 году, по переходе края к Российской империи, Ионишкис было обращено в местечко Янишки и отдано во владение князя Платона Зубова. Новые помещики обращались с жителями как с крепостными, и вследствие жалоб последних указом Правительствующего сената в 1841 году жителям были предоставлены права вольных хлебопашцев.
В середине XIX века через Ионишкис проведено шоссе «Рига—Тильзит».
Как и в других местечках Литвы, существенную долю населения составляли евреи: из 4 774 жителей — 2 272 еврея (1897). В межвоенные годы здесь жило ок. 700 евреев, действовали еврейская школа и три синагоги.
В 1933 году присвоен статус города. В годы оккупации нацистской Германией были убиты 978 евреев из Ионишкиса и окрестностей. Районный центр с 1950 года.

## Галерея

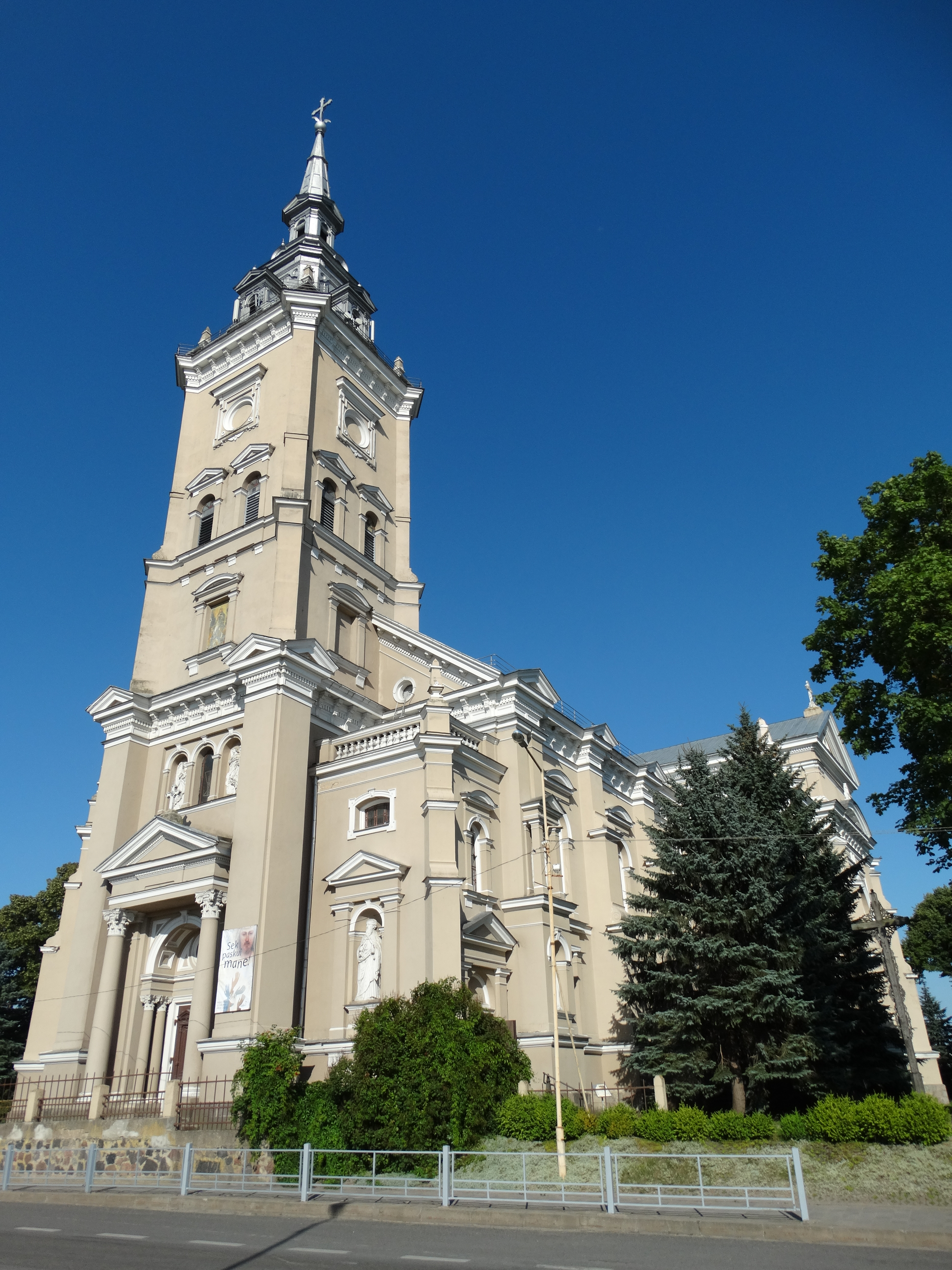
Костёл в Ионишкисе
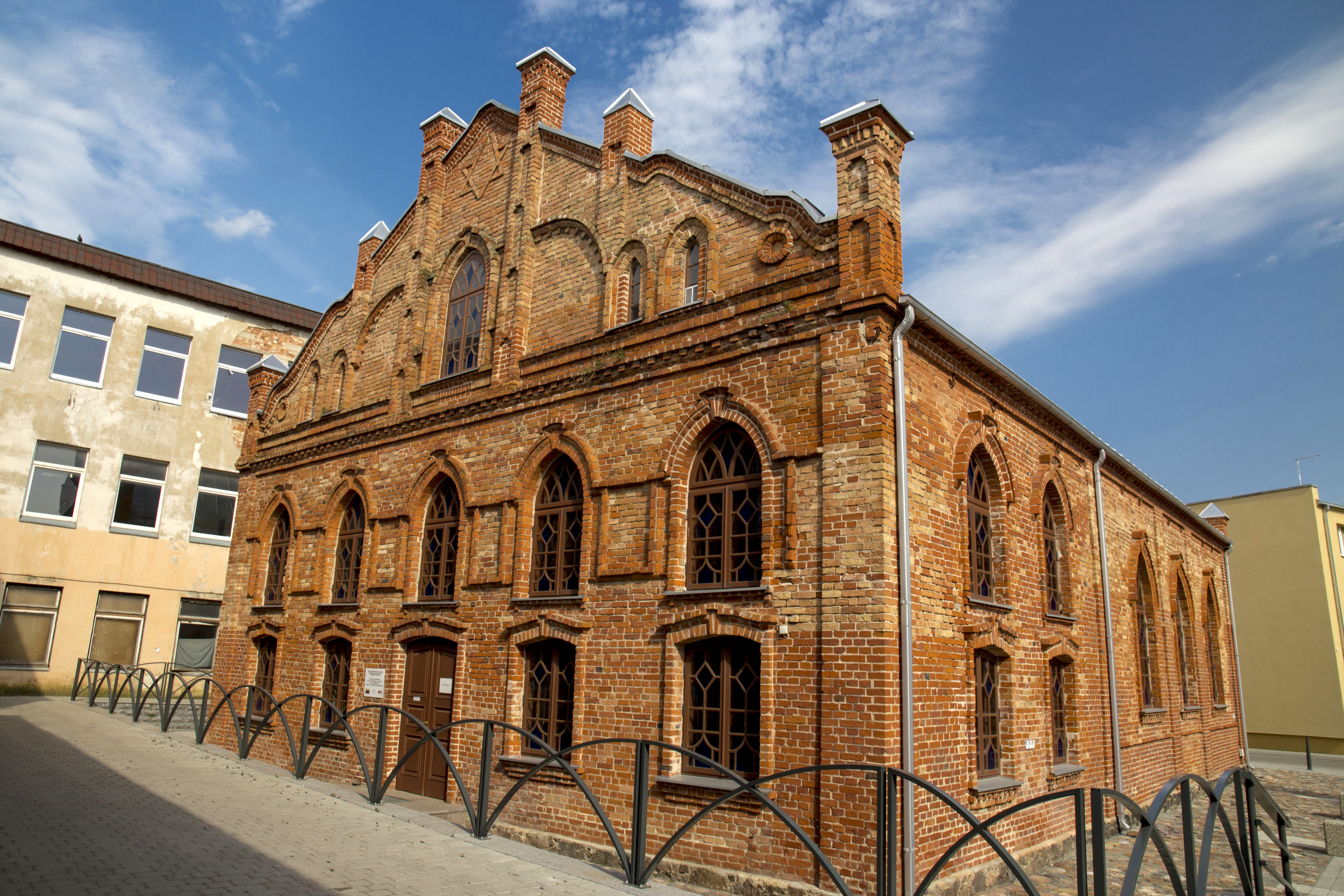
Красная синагога
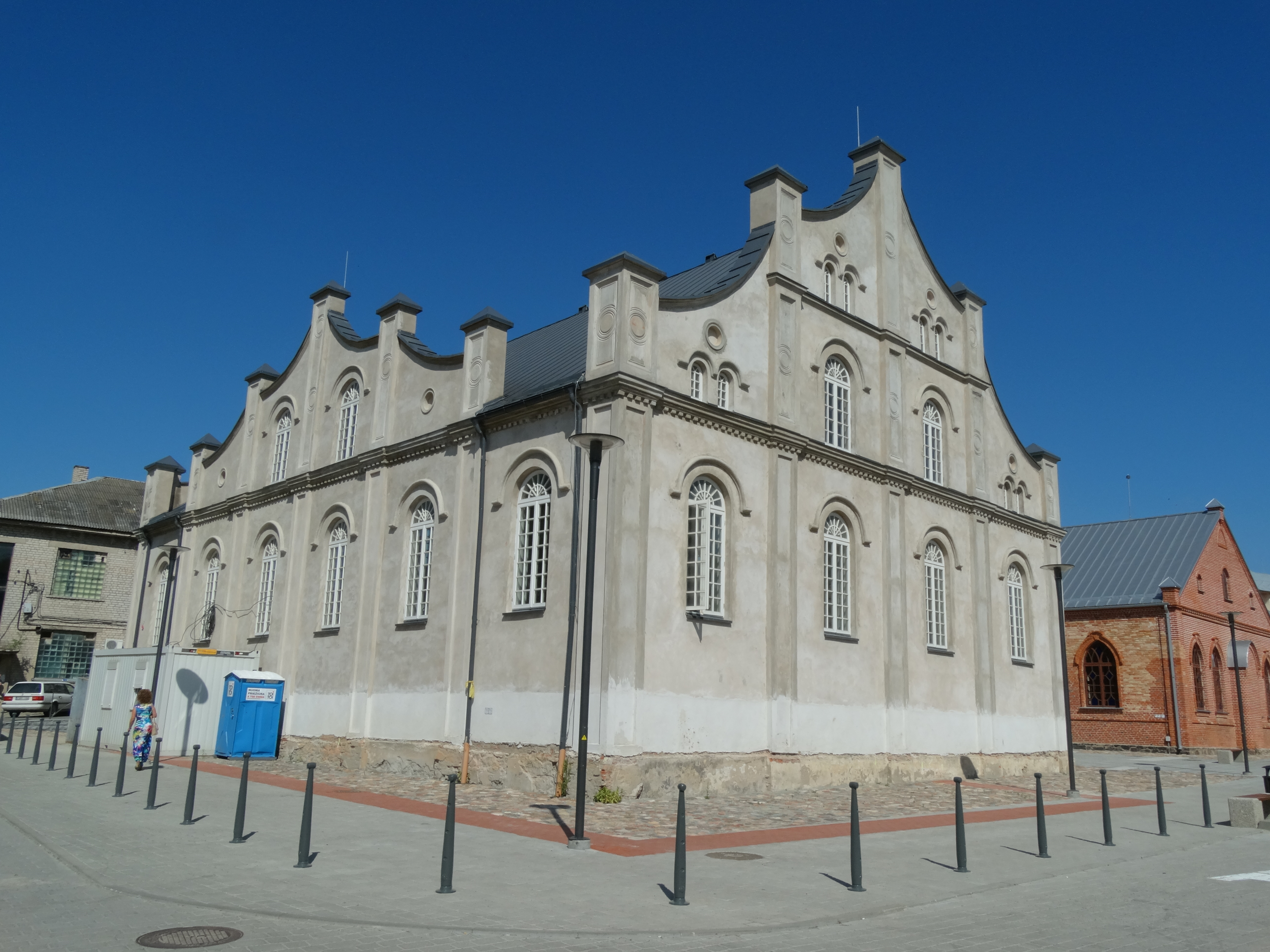
Белая синагога
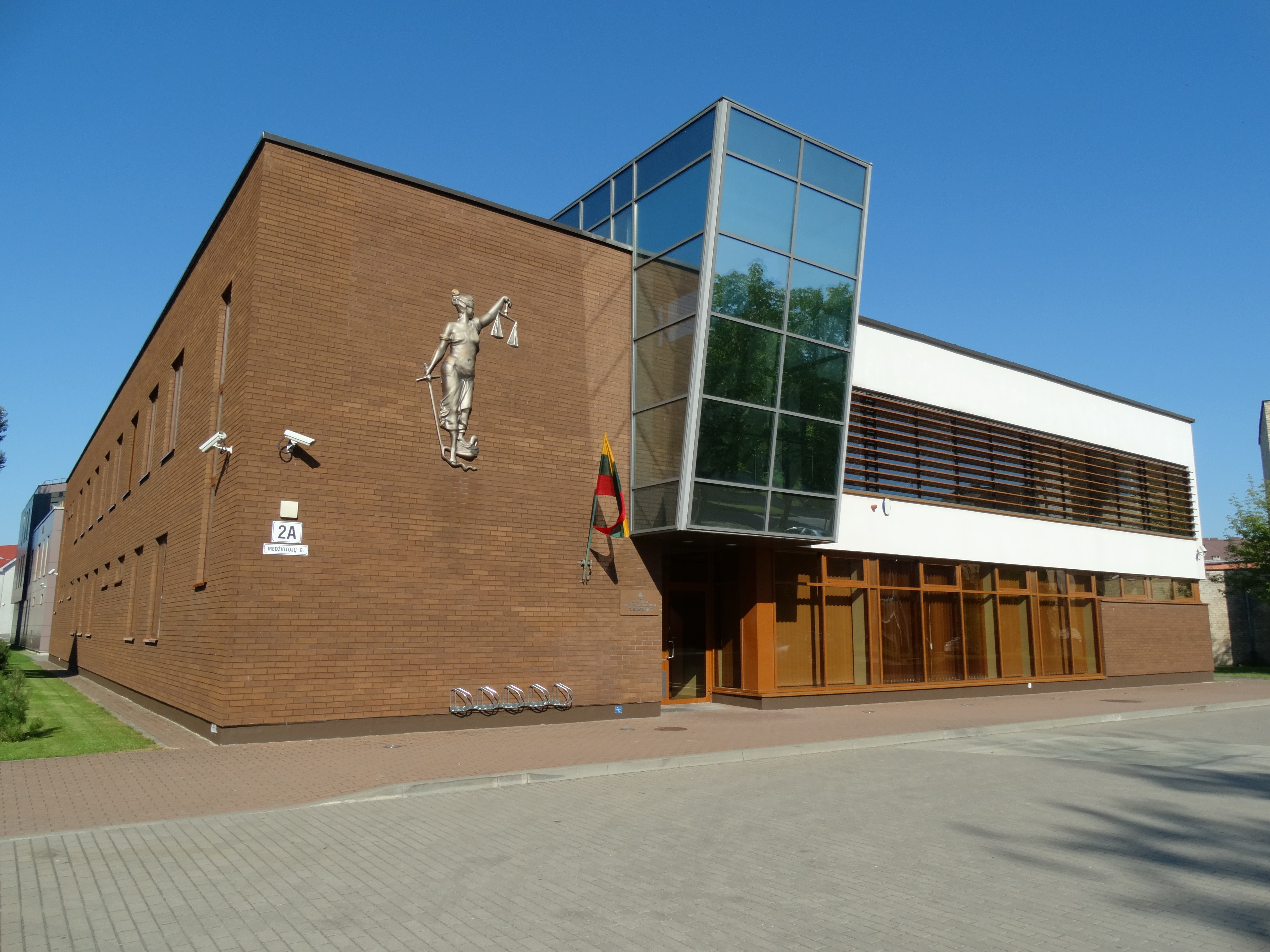
Суд
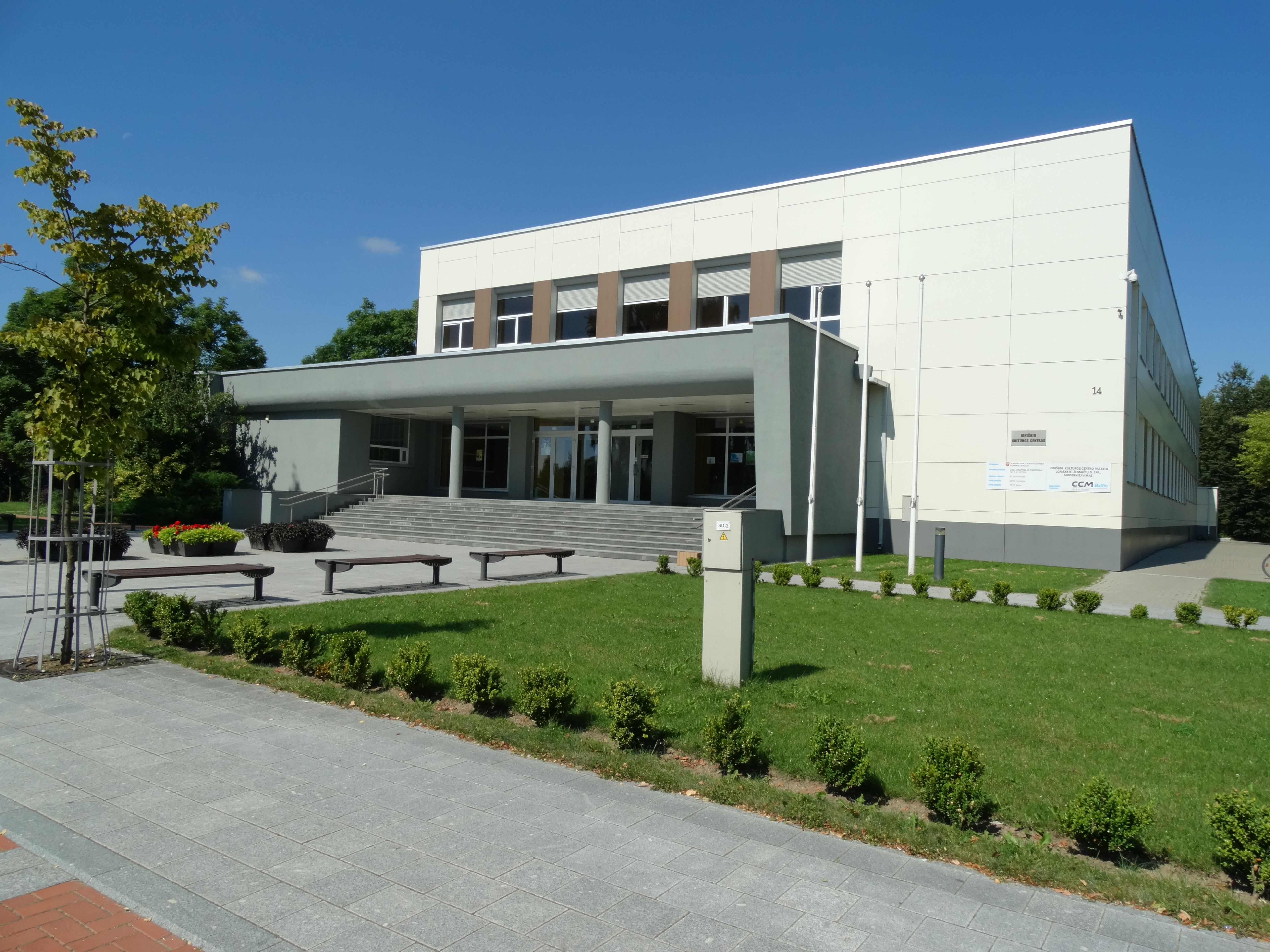
Дом культуры
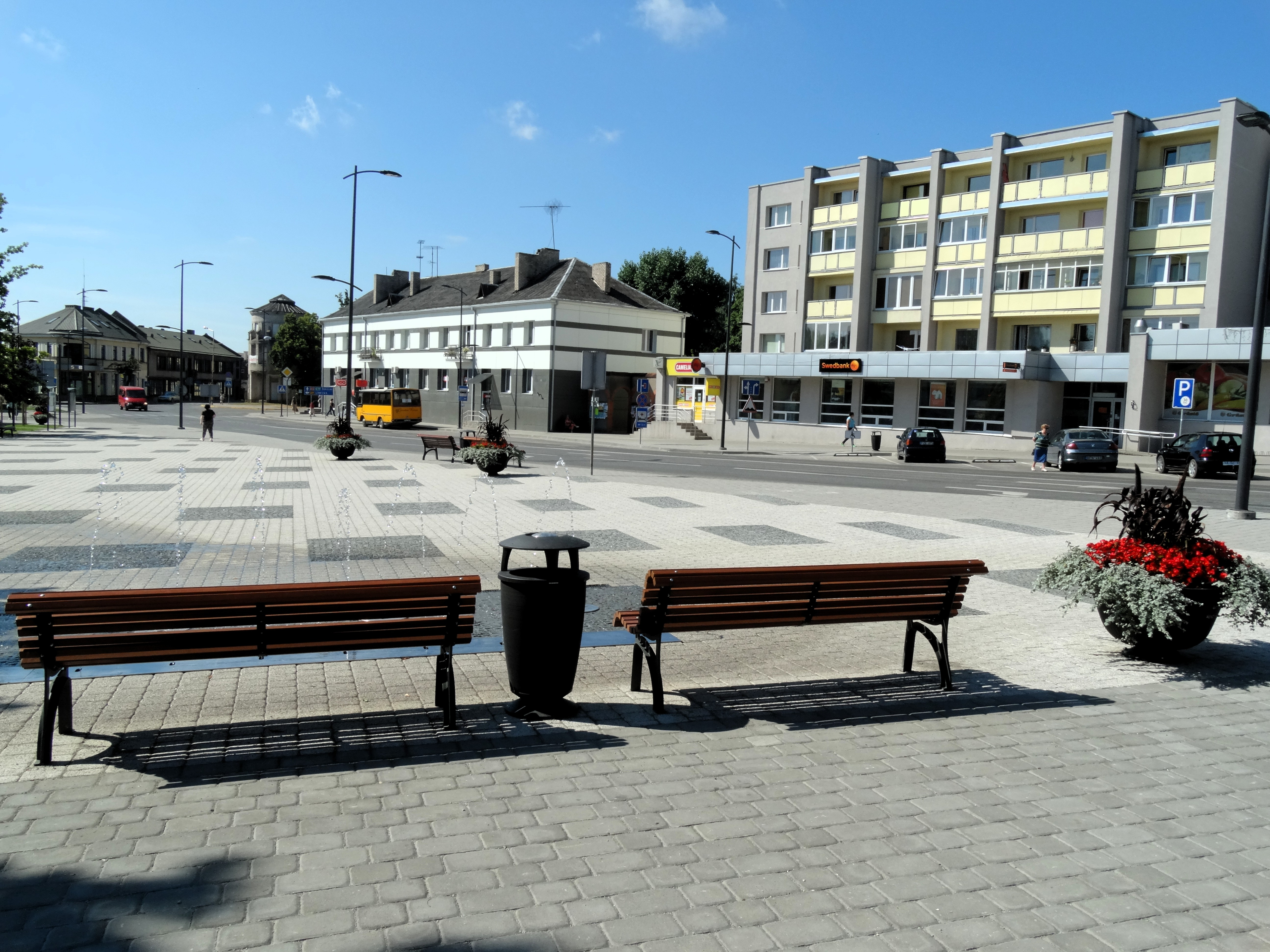
Центр города
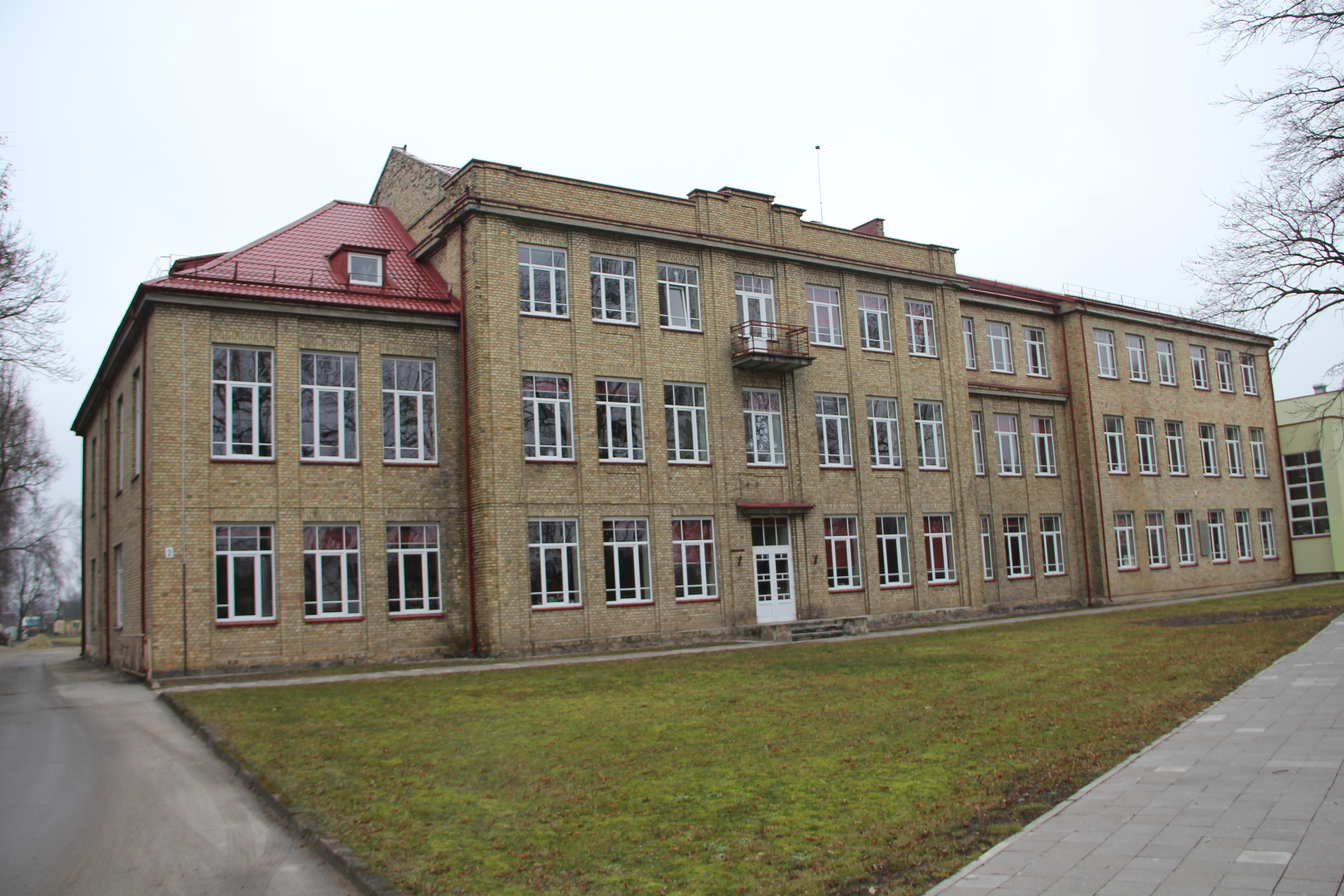
Гимназия

## Известные горожане
- Адомас Варнас
- Киселюс, Юозас Юозович
- Лоуренс Харви
- Чюрлёнене-Кимантайте, София